# Fauriellidae
 Fauriellidae es una familia de Thysanoptera. La familia incluye 4 géneros.

## Taxonomía
La familia incluye los siguientes géneros:
- Fauriella
- Opisthothrips
- Parrellathrips
- Ropotamothrips